# Vårveronika
Vårveronika (Veronica verna) är en växtart i familjen grobladsväxter. 